# رودوكاناكس
نيكولاس رودوكاناكس (بالألمانية: Nikolaus Rhodokanakis)‏ (1876-1945). مستشرق نمسوي، عُرف بدراساته التأسيسية في علم النقوش والكتابات العربية الجنوبية المكتوبة بخط المسند.

## حياته
وُلِدَ في الإسكندرية عام 1876. وهو من أصل يوناني، كان أجداده يعيشون في جزيرة خيوس، ولكنّهم نزحوا منها فرارًا من الأتراك. ترعرع رودوكاناكس منذ نعومة أظفاره في النمسا، وأمضى بقية حياته فيها.
درس في بداية أمره الحقوق، لكنّه سرعان ما انصرف عنها، وانكبّ على دراسة الاستشراق في جامعة فيينا، ثمّ أصبح أستاذًا نظاميًّا عامًّا لمدّةٍ طويلة في غراتز. بعد بضعة أبحاث لُغويّة صرف عنايته بالكامل للأبحاث السبئيّة، وتمتاز أعماله في هذا المجال بنظرة سابرة عميقة تُدرك الشيء الجوهري بطريقة علميّة صارمة. اختار من مجموعات جلازر الوفيرة أصعب النقوش، وعمل على تحقيقها سنوات طويلة، ثمّ نشرها محقّقةً بشكلٍ علمي دقيق. له أنجازات طليعيّة في ميدان الدراسات المعجمية والنحويّة، وقد استعان في تفسير المصطلحات العقارية التي واجهته في النّصوص التي درسها بخبرته السابقة في دراسة الحقوق، وإلمامه بدقائق تاريخ مصر في عهد البطالمة. استطاع من خلال أبحاثه الدقيقةفي الدراسات السبئيّة رسم صورة حيّة للاقتصاد العقاري والزراعي، وما يتعلّق بهما من ظروف وأوضاع سياسيّة واجتماعيّة عامّة كانت سائدة في القسم الجنوبي من شبه الجزيرة العربية.

## أعماله
من آثاره تحقيق ديوان عبد الله بن قيس الرقيات، مع ترجمة ألمانية وتعليقات وفيرة وقد صدرت بعنوان: Obayd Allah ibn Qays al Roqayyât: Der Diwan.. mit Noten und einer Einleitung… Wien, 1920. in – 8o.